# ベター・プレイス
株式会社ベター・プレイス（英: Better Place Co., Ltd.）は、東京都新宿区に本社を置くコンサルティング企業。
厚生労働大臣認可の確定給付企業年金「福祉はぐくみ企業年金基金（通称：はぐくみ企業年金）」、企業型確定拠出年金の導入設計・サポートなど企業年金のコンサルティング、ITシステムの開発・提供を行う。

## 概要
2011年に創業。2018年4月に確定給付企業年金「福祉はぐくみ企業年金基金（通称：はぐくみ企業年金）」を設立、同基金の普及推進、導入設計、導入支援、各種サポート等を行う。
また、企業年金DXシステム「はぐONE」を開発。加入者は「はぐONE」により掛金のシミュレーションおよび掛金変更申請ができるなど、紙の書類による処理が多い企業年金手続きのオンライン化を進めている。
その他、企業型確定拠出年金の導入設計・サポート、福祉業界向けのITシステム開発を行う。
社名のベター・プレイスは“Make the world a better place”(世界をより良く変えるために)から。
ミッションは「ビジネスを通じて、子育て世代と子どもたちが希望を持てる社会をつくる。」、ビジョンは「やさしい人がやさしいままでいられる世界へ」。

## 事業内容
- 企業年金DXシステム「はぐONE」の提供
- 「福祉はぐくみ企業年金基金」企業年金・退職金制度導入設計・サポート
- 企業型確定拠出年金導入設計・サポート
- 福祉業界向けITシステム開発

## 沿革
- 2011年10月　四谷三丁目にて、前身の(株)Fair Trust から 選択制確定拠出年金の導入設計コンサルティングを引継ぎ、 「株式会社フェアトラストコンサルティング」設立
- 2012年10月　会社名を「株式会社ベター・プレイス」に変更
- 2015年3月　確定拠出年金運営管理機関に登録
- 2018年4月　「福祉はぐくみ企業年金基金」設立
- 2019年12月　オフィスを四谷坂町9丁目（三廣ビル）に移転
- 2020年1月　福岡支社（天神オフィス）を開設
- 2021年
  - 6月　大阪支社（大阪オフィス）を開設
  - 11月　東大IPC等を引受先とする第三者割当増資実施
- 2023年
  - 2月　プライバシーマークを取得
  - 6月　東大IPC等を引受先とする第三者割当増資（シリーズB）実施
  - 10月　「福祉はぐくみ企業年金基金」ブランドリニューアル、「福祉はぐくみ企業年金基金」加入事業所数1,694事業所、加入者数50,000名突破